# بوسكوريالي
بوسكوريالي، (بالإنجليزية: Boscoreale)‏، (الإيطالية:boskoreˈaːle)، (اللاتينية: Vuoscoriàlë)، هي (بلدية) هي مدينة إيطالية، في نابولي، كامبانيا، ويبلغ عدد سكانها 27457 في عام 2011. تقع حديقة فيزوف الوطنية، أسفل سفوح جبل فيزوف، وهو معروف بالفواكه ومزارع الكروم، في لاكريما كريستي، هناك أيضا توجد الحمم البركانية فيزوف.

## السكان
في سنة 1861 بلغ عدد السكان 6٬259 نسمة، وتطور العدد ليصل في سنة 2011 لـ 27٬457 نسمة.
يظهر هذا المخطط البياني تطور النمو السكاني لـ بوسكوريالي